# Карбонилсульфид
Карбонѝлсульфи́д (оксид-сульфид углерода(IV)) — химическое соединение, смешанный оксид-сульфид углерода с формулой {\displaystyle {\ce {COS}}}. Структура молекулы линейна, аналогична структуре {\displaystyle {\ce {CO2}}} и {\displaystyle {\ce {CS2,}}} при этом все три молекулы изоэлектронны друг другу. Карбонилсульфид можно считать промежуточным соединением между диоксидом углерода и сероуглеродом.
При нормальных условиях {\displaystyle {\ce {COS}}} — бесцветный легковоспламеняющийся газ с неприятным запахом.

## История открытия
Карбонилсульфид был обнаружен впервые в 1841 году, хотя и был описан как смесь диоксида углерода и сероводорода. Только к 1867 году карбонилсульфид был описан как индивидуальное вещество венгерским химиком Карлом фон Таном.

## Получение
Простейший способ синтеза карбонилсульфида — взаимодействие угарного газа с плавленой серой при 350 °С на угольном катализаторе:
{\displaystyle {\ce {CO + S ->[{\ce {350\ ^{o}C}}] COS}}}.
Другой способ — реакция роданида калия с серной кислотой, в процессе которой выделяется много карбонилсульфида, но при этом образуются и другие побочные продукты реакции (синильная кислота, водяной пар и сероуглерод):
{\displaystyle {\ce {KSCN + 2H2SO4 + H2O -> KHSO4 + NH4HSO4 + COS}}}.
Гидролиз изотиоцианатов в соляной кислоте также образует карбонилсульфид.

## Химические свойства
Карбонилсульфид легко гидролизуется, особенно в присутствии катализатора — солей хрома:
{\displaystyle {\ce {COS + H2O -> CO2 + H2S}}}.

## Токсичность
Высокие концентрации карбонилсульфида в воздухе (более 1000 частей на миллион) могут вызвать внезапный коллапс, судороги и смерть от паралича дыхания. Сообщалось о редких смертельных случаях, практически без местного раздражения или обонятельного предупреждения. В ходе испытаний на крысах 50 % животных погибли при воздействии 1400 частей на миллион карбонилсульфида в воздухе в течение 90 минут или при 3000 частей на миллион в течение 9 минут.